# Герб Тринидада и Тобаго
Герб Тринидада и Тобаго (англ. Coat of Arms of Trinidad and Tobago) — официальный государственный символ Тринидада и Тобаго.

## Описание
Центральный элемент герба — геральдический щит. Его цвета повторяют цвета флага Тринидада и Тобаго. В нижней красной части изображены золотой стилпан (стальной барабан) - национальный инструмент. В чёрной части изображены две птицы колибри, символизирующие богатство природы островов.
Щит поддерживают две птицы — красный ибис (Eudocimus ruber) и краснохвостая чачалака (Ortalis ruficauda), являющиеся символами островов Тринидад и Тобаго соответственно. Выше щита изображены шлем, корабельный штурвал и кокосовая пальма (символ флоры и сельского хозяйства). В нижней части герба изображены омываемые морем остров Тринидад с тремя вершинами (слева) и остров Тобаго (справа). Ниже — лента с национальным девизом «TOGETHER WE ASPIRE TOGETHER WE ACHIEVE» (в переводе с английского языка на русский язык — «Вместе мы стремимся, вместе мы добьёмся»).

## История
Первоначально с 1962 года в нижней красной части щита были изображены три корабля экспедиции Христофора Колумба - Santa María, La Niña и La Pinta, напоминающие о первооткрывателе островов. Количество кораблей также символизирует Святую Троицу, в честь которой был назван остров Тринидад.
В августе 2024 году было решено изменить герб и убрать из него корабли Колумба в рамках усилий по устранению «колониальных пережитков». Проект нового герба утвержден нижней палатой парламента 13 января 2025 года. Теперь вместо трех кораблей изображен стальной барабан (steelpan) и две палочки: местные жители называют этот инструмент "кастрюля". Новый дизайн вступил в силу с 25 февраля 2025 года.